# Radio Televizija Crne Gore
Radio Televizija Crne Gore, ofta bara RTCG, är det statliga public service-företaget i Montenegro. I juli 2001 blev RTCG en gemensam medlem i Europeiska radio- och TV-unionen (EBU). Det blev en fullvärdig medlem i EBU efter självständigheten 2006.
Den första radiostationen på Balkan och sydöstra Europa etablerades i Montenegro med öppnandet av ett sändningsföretag belägen på Volujica den 3 augusti 1904. Radio Cetinje startade sändningar den 27 november 1944 och 1949 bildades Radio Titograd. 1990 bytte det namn till Radio Crna Gora .
1957 placerades den första TV-antennen på Lovćen som kunde få in bilder från Italien. RTV Titograd grundades 1963 för att producera original-tv-program. RTV Titograd blev senare RTCG. Den första sändningen av TVCG i Belgrad var ett nyhetsprogram 1964.
Sedan oktober 2002 har RTCG varit medlem i EGTA, European Group of Television Advertising.